# 纳罗德诺耶农村居民点
纳罗德诺耶农村居民点（俄语：Народненское сельское поселение）是俄罗斯联邦沃罗涅日州捷尔诺夫卡区所属的一个农村居民点。其下辖有4个居民点，行政中心为纳罗德诺耶。据2016年统计，该农村居民点的人口为2039人。